# Baron Giffard
Le titre de baron Giffard appartient à la pairie d'Angleterre.

## Histoire du titre
Le titre est créé le 24 juin 1295 pour John Giffard. Il est transmis à son fils et héritier, qui est exécuté en 1322 peu après la bataille de Boroughbridge. Le titre est alors confisqué.
Le siège des barons Giffard est situé au château de Brimpsfield dans le Gloucestershire.

## Première création (1295)
- John Giffard (en) (1232–1299)
- John Giffard (1287–1322), fils du précédent.